# فاسيليس لاكيس
فاسيليس لاكيس (باليونانية: Βασίλης Λάκης)‏ مواليد 10 سبتمبر 1976 في سالونيك، هو لاعب كرة قدم يوناني دولي سابق كان يلعب كلاعب وسط. اعتزل اللعب عام 2010 مع نادي كافالا. بدأ مسيرته الرياضية عام 1992. لعب خلال مسيرته 397 مباراة سجل خلالها 60 هدفاً.

## المسيرة الاحترافية

### أندية لعب لها
- أيك أثينا
- كريستال بالاس
- نادي باوك
- نادي كافالا

## روابط خارجية
- فاسيليس لاكيس على موقع الاتحاد الأوربي (الإنجليزية)
- فاسيليس لاكيس على موقع قاعدة بيانات كرة القدم.إي يو (الإنجليزية)
- فاسيليس لاكيس على موقع ناشيونال فوتبول تيمز (الإنجليزية)
- فاسيليس لاكيس على موقع Soccerbase.com (لاعب) (الإنجليزية)
- فاسيليس لاكيس على موقع عالم كرة القدم.نت (الإنجليزية)